# Balantiopteryx
Genre
Balantiopteryx est un genre de chauves-souris insectivores.

## Liste desespèces
- Balantiopteryx infusca (Thomas, 1897)
- Balantiopteryx io (Thomas, 1904)
- Balantiopteryx plicata (Peters, 1867)